# نوریفومی سوزوکی
نوریفومی سوزوکی (انگلیسی: Norifumi Suzuki; ۲۶ نوامبر ۱۹۳۳ – ۱۵ مهٔ ۲۰۱۴) کارگردان فیلم، و فیلم‌نامه‌نویس اهل ژاپن بود.